# Myrmarachne elongata
Myrmarachne elongata là một loài nhện trong họ Salticidae.
Loài này thuộc chi Myrmarachne. Myrmarachne elongata được Szombathy miêu tả năm 1915.